# Xác định giới tính gà

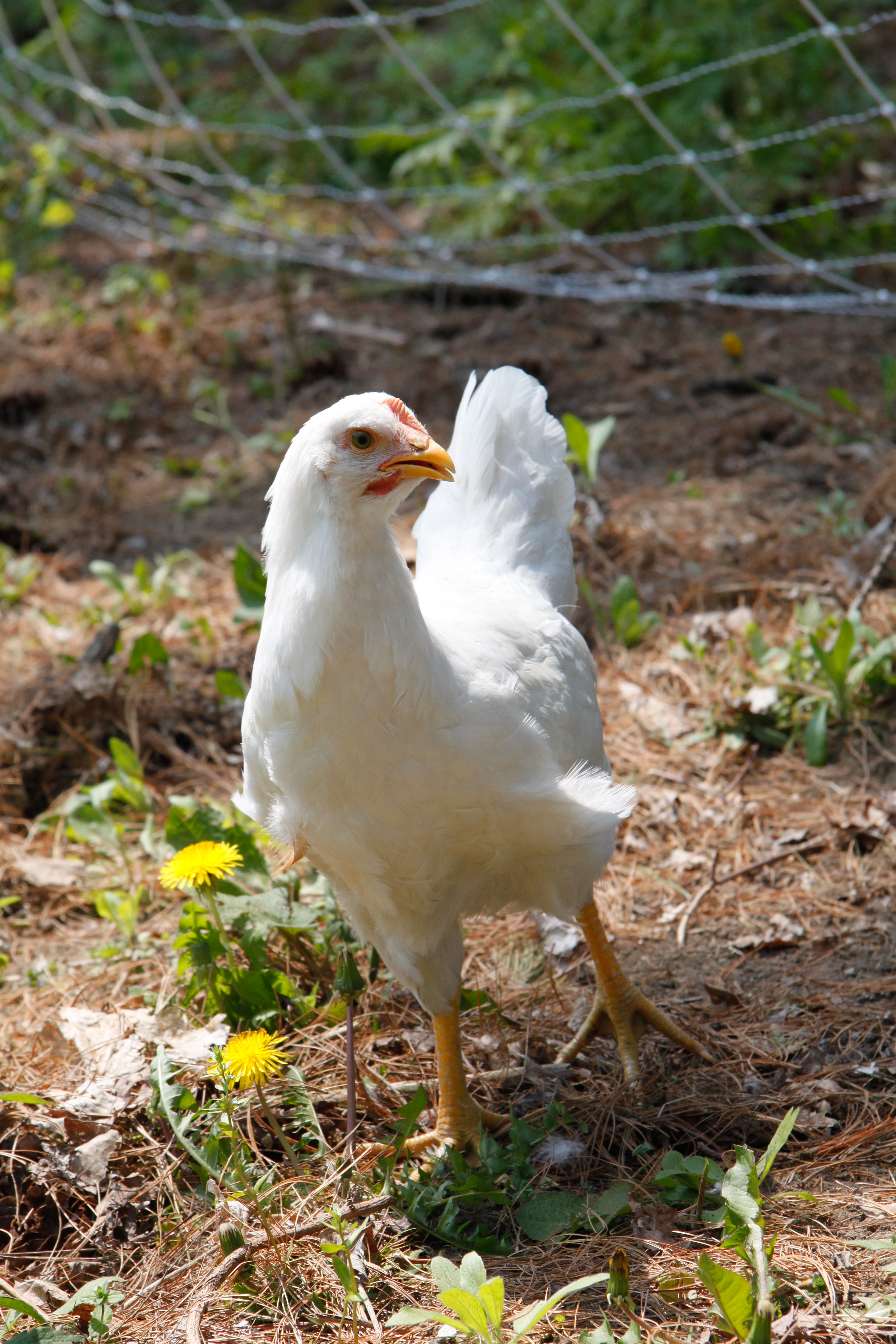
Giống gà cú có thể phân biệt giới tính khi sinh ra

Xác định giới tính ở gà (Chick sexing) là phương pháp để xem xét, xác định giới tính trống mái ở gà con để có biện pháp xử lý. một bầy gà thường có tỷ lệ 55% trống và 45% mái. Gà mái mang những cặp nhiễm sắc thể bổ sung và nhờ đó quyết định giới tính của gà con.

## Phương pháp

### Cảm quan
Hình dạng trứng phần nào thể hiện giới tính của gà con giống, trứng dài hay nhọn sẽ nở ra gà trống còn trứng tròn sẽ nở ra gà mái. Tuy nhiên, mỗi con gà mái có xu hướng đẻ trứng theo một hình dạng nhất định. Nhiệt độ ấp cũng ảnh hưởng đến tỷ lệ trống-mái ở gà. Thời tiết dường như cũng ảnh hưởng đến sự thụ tinh và tỷ lệ trống-mái ở gia cầm. Hiện tượng này được nông dân quan sát trong nhiều thế kỷ.

### Hành vi
Có những khác biệt có thể quan sát thấy. Gà trống có xu hướng thích thể hiện so với gà mái. Khi gặp nguy hiểm, gà trống sẽ đứng thẳng và phát tiếng kêu cảnh báo trong khi gà mái thường co rúm lại và im lặng. Gà mái thường có xương mu (pubic) lớn hơn so với gà trống tùy dòng gà và việc tuyển chọn để đẻ trứng. Gà trống cũng có xu hướng ngón chân phát triển to và giò dày hơn so với gà mái.

### Xem huyệt
Phương pháp xem huyệt (vent sexing) được phát hiện từ năm 1920. Xem huyệt là quy trình giữ gà con vài ngày tuổi bằng một tay, vạch huyệt và quan sát bộ phận sinh dục để xác định giới tính dựa vào hình dạng. Hình dạng huyệt giống như một cái vòng cổ với những “hạt chuỗi” đủ mọi kích thước nhưng lớn nhất ở trung tâm. Gà trống có “hạt” trung tâm tròn/hình cầu; gà mái có “hạt” trung tâm bẹt hay lõm.

### Màu lông
Nhiều trường hợp màu lông tơ (down color) có thể tiết lộ giới tính của gà. Người nuôi gà với các màu lông hoang dã (điều, khét và chuối…) có khả năng phân biệt gà trống con với gà mái con nhờ lông tơ. Gà trống có đầu sạch với chỉ hai màu của sọc lưng, mà nó thường kết thúc trong một điểm trên đỉnh đầu; gà mái có đến ba màu của sọc lưng, ngoài hai màu còn có thêm màu đen hoặc đen nâu sẫm, và sọc thường chạy đến hay ngang qua đỉnh đầu.
Một vài giống gà thuần có thể xác định giới tính ngay sau khi nở bao gồm gà Plymouth Rock màu cú (barred) mà gà con màu đen với những đốm vàng hay trắng, có khác biệt nhỏ về lông tơ ở bên dưới và xung quanh cánh gà trống có nhiều lông tơ hơn. Gà trống con thường có những đốm vàng trên đầu. Điều này đúng với các dòng cú (barred) hay cúc cu (cukcoo), để phân biệt giới tính dựa vào màu lông đó là gà trống có đầu nhạt màu, đôi khi với một đốm trắng hay vàng, và gà mái màu sẫm hơn, thường có một đốm hay các sọc đen hoặc nâu trên đỉnh đầu hay những sọc sẫm trên lưng.
Xem lông cánh (feather sexing) phát hiện thấy khi lai gà trống của giống gà mọc lông nhanh với gà mái của giống gà mọc lông chậm thì sẽ cho ra gà mái con phát triển lông cánh nhanh một cách đáng kể. Vào ngày thứ 10, gà trống con cũng sẽ ra lông đầy đủ vì vậy hãy kiểm tra sớm hơn. Ở một số dòng hay giống gà, gà trống và gà mái có thể được phân biệt giới tính bằng cách kiểm tra lông cánh ở vài ngày tuổi gà trống sẽ có hàng lông mọc đều trong khi gà mái sẽ có lông dài, lông ngắn xen kẽ.
Có sự khác biệt ở 3 hay 4 tuần tuổi. Ở những giống gà lớn, gà trống có xu hướng mọc lông theo từng cụm trong khi gà mái mọc đều hơn. Gà trống thường phát triển mồng sớm hơn gà trống được phân biệt sau 3-4 tuần ở những giống gà mồng lá; 6 tuần ở gà mồng trích. Ở những giống gà mà màu lông giữa gà trống và gà mái khác nhau, gà trống thể hiện “màu thực” ở khoảng 6 tuần tuổi. Ở 8 tuần tuổi, gà trống của hầu hết các giống gà bắt đầu phát triển lông bờm, lông mã và lông phụng dài; gà mái có lông tròn, rộng ở những khu vực tương tự.